# Almirante Simpson (sous-marin)
Le Almirante Simpson est un sous-marin de classe Capitán O'Brien, construit au Royaume-Uni pour la marine chilienne à la fin des années 1920. Il a été en service dans la marine chilienne de 1930 jusqu'en 1957.

## Conception
Il était de conception similaire aux sous-marins britanniques contemporains de classe Odin, mais légèrement plus petit et armé d’un canon de pont plus grand de 4,7 pouces (120 mm)/ 45 calibres.
De même que ses deux unités jumelles (sister-ships en anglais), il a été construit par Vickers à Barrow-in-Furness. Le constructeur donne les dimensions suivantes : longueur hors-tout 272 pieds 9 pouces (83,1 m) ; maître-bau 27 pieds 6 pouces (8,4 m) ; tirant d'eau maximum 16 pieds 6 pouces (5,0 m) ; vitesse de 15 nœuds (28 km/h) en surface et 9,5 nœuds (17,6 km/h) en immersion.

## Engagements
Lancé le 15 janvier 1929 à Barrow-in-Furness, en Angleterre, le Almirante Simpson est nommé ainsi en l’honneur de Robert Winthrop Simpson, (1799-1877), un Chilien d’origine britannique qui a combattu durant la guerre d'indépendance du Chili et la guerre de la Confédération. Sa marraine était Mlle Nina Huneeus Valdes, fille de l’ambassadeur chilien en Angleterre. Il est officiellement remis au Chili le 14 septembre 1929, et reçu par le contre-amiral Luis Escobar Molina. Son premier commandant fut le capitaine de frégate Sady Ugalde Urquieta.
Il porte la marque du Commodore Jules Allard Pinto quand il appareille d’Angleterre le 27 décembre 1929, aux côtés de ses sister-ships, les sous-marins Capitán Thompson et Capitán O'Brien, à destination de Valparaíso. Au cours de leur voyage, les sous-marins font escale à Vigo (Espagne), à Santa Cruz de Tenerife, en Martinique, au canal de Panama et à Arica (Chili) où ils jettent l’ancre le 1er mars 1930. Ils arrivent à Valparaíso le 5 mars 1930.
En 1931, le Almirante Simpson fait partie de l’escadre du Sud. Pris par ses marins à Talcahuano, il participe au soulèvement de l’escadre. Il navigue jusqu’à Coquimbo, où il est bombardé par des avions de la Force aérienne chilienne (FACH), aux côtés du reste de l’escadre.
Pendant la Seconde Guerre mondiale, les trois sous-marins ont effectué des patrouilles le long de la côte chilienne.
Il est désarmé en 1957 et aliéné conformément à la loi n° 12.867 du 12 février 1958.

## Postérité
Lorsque l'United States Navy cède au Chili en 1966 un sous-marin de classe Balao, l'USS Spot (SS-413), la marine chilienne le rebaptise Simpson (SS-21). Il reste en service jusqu'en 1982. Juste après son retrait du service, le nom est à nouveau donné au Simpson (SS-21), un sous-marin de type 209-1300 construit en Allemagne et lancé en 1983.